# Меріон (округ, Джорджія)
Шаблон:StateAbbr_ 32°21′ пн. ш. 84°32′ зх. д. / 32.35° пн. ш. 84.53° зх. д.
Округ Меріон (англ. Marion County) — округ (графство) у штаті Джорджія, США. Ідентифікатор округу 13197.

## Історія
Округ утворений 1827 року.

## Демографія
За даними перепису
2000 року
загальне населення округу становило 7144 осіб, усе сільське.
Серед мешканців округу чоловіків було 3518, а жінок — 3626. В окрузі було 2668 домогосподарств, 1912 родин, які мешкали в 3130 будинках.
Середній розмір родини становив 3,12.
Віковий розподіл населення поданий у таблиці:
| Стать    | До 15 років | 15-21 | 22-29 | 30-39 | 40-49 | 50-65 | 65-85 | Понад 85 |
| -------- | ----------- | ----- | ----- | ----- | ----- | ----- | ----- | -------- |
| Чоловіки | 863         | 362   | 363   | 522   | 542   | 569   | 274   | 23       |
| Жінки    | 814         | 325   | 351   | 524   | 546   | 611   | 379   | 76       |

## Суміжні округи
- Телбот — північ
- Тейлор — північний схід
- Шлай — схід
- Самтер — південний схід
- Вебстер — південь
- Чаттагучі — захід

## Виноски
1. ↑  U.S. Decennial Census. United States Census Bureau. Архів оригіналу за 12 травня 2015. Процитовано 24 червня 2014.
2. ↑  Historical Census Browser. University of Virginia Library. Архів оригіналу за 11 серпня 2012. Процитовано 24 червня 2014.
3. ↑  Population of Counties by Decennial Census: 1900 to 1990. United States Census Bureau. Архів оригіналу за 2 лютого 2019. Процитовано 24 червня 2014.
4. ↑  Census 2000 PHC-T-4. Ranking Tables for Counties: 1990 and 2000 (PDF). United States Census Bureau. Архів оригіналу (PDF) за 18 грудня 2014. Процитовано 24 червня 2014.
5. ↑  State & County QuickFacts. United States Census Bureau. Архів оригіналу за 7 червня 2011. Процитовано 24 червня 2014.(англ.) Наведено за англійською вікіпедією.
6. ↑  American FactFinder. Бюро перепису населення США. Архів оригіналу за 26 лютого 2012. Процитовано 31 січня 2008.

| США | Це незавершена стаття з географії США. Ви можете допомогти проєкту, виправивши або дописавши її. |